# Merlin Flu

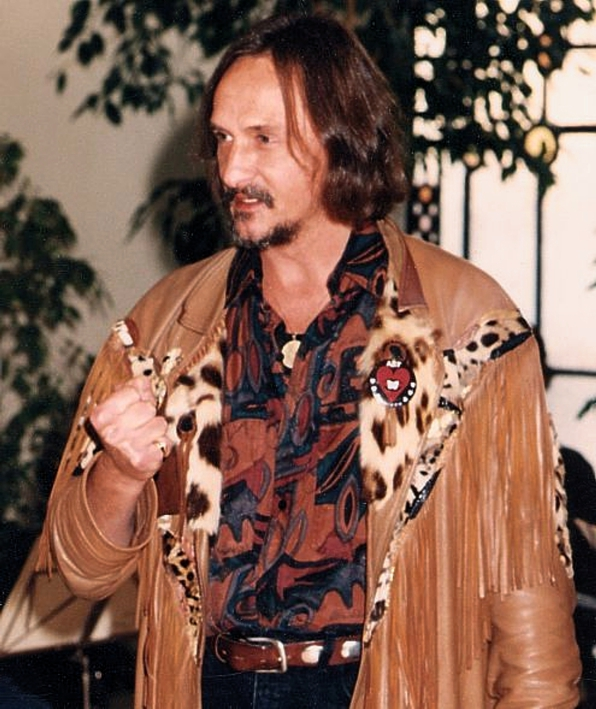
Merlin Flu

Merlin Flu (bürgerlich Hartmut Günter Schirrmacher; * 12. Dezember 1948 in Binzen; † 10. Februar 2015 in Schleiden) war ein deutscher Künstler (Malerei, Grafik, Objektkunst und Lyrik).

## Leben und Werk

### Jugend und Studium
Merlin Flu war der uneheliche Sohn eines badischen Hilfsarbeiters und einer Köchin (Kriegswitwe aus Ostpreußen). Bis zum vierten Lebensjahr wuchs er bei seiner Mutter in Lörrach auf, die schwer erkrankte und verstarb, als er neun Jahre alt war. Die folgenden Jahre verbrachte er bis August 1968 in Kinder- und Jugendheimen in Baden-Württemberg und Rheinland-Pfalz.
Im Alter von 13 Jahren entstanden erste abstrakte Gemälde („Der Ölgötze mit den tausend Augen“); wo auch immer Farbe und Papier zur Verfügung standen, malte er. Mit 16 Jahren schrieb er erste Gedichte („Waisenherz“).
1968 bis 1972 tourte er durch Studentenwohngemeinschaften und Künstler-Ateliers in Freiburg, Heidelberg, Düsseldorf und Münster; seine Werke fanden erste Käufer.
Ende 1972 nahm er auf Anregung der Philosophin Ursula Franke (Westfälische Wilhelms-Universität) an der künstlerischen Sonderbegabten-Prüfung der Fachhochschule Münster teil und erlangte dort die Zulassung. Nach zwei Semestern Grafik & Design bei Dreher brach er das Studium wieder ab.

### Freischaffender Künstler
Ganz seiner eigenen Intuition und Spiritualität folgend, arbeitete Merlin Flu seit Ende der 1970er Jahre in Kölner und Düsseldorfer Ateliers und bestritt etliche Einzel- und Gruppenausstellungen. Das Milieu der Düsseldorfer Altstadt und der Königsallee in den frühen 1980ern waren ihm wichtige Inspirationen für seine Werke dieser Jahrgänge.
Figurativ-abstrakte Porträts, weibliche Akte und Fabelwesen, auch Endzeitvisionen fließen in Aquarellen, Grafiken, Acrylgemälden und Skulpturen von einer Form in die andere.
1990 nahm er den Künstlernamen „Merlin“ an – erweitert seit 1993 auf „Merlin Flu“.

## Besondere Arbeiten
- Lötkolbenbrand auf Papier
- Kaffeebrandgemälde
- Schmucksystem „Magic Collier“

## Krankheit und Tod
1990 erkrankte Merlin Flu an Multipler Sklerose, die im Laufe der folgenden Jahre sein Augenlicht und die rechte Malhand immer weiter schwächte und ihn an den Rollstuhl fesselte. Ab 1996 benötigte er Assistenz bei der Fertigstellung seiner Gemälde und Skulpturen, die nun nach seinen Skizzen und farblichen Vorgaben entstanden.
2004 wechselte er mit seinem Atelier von Düsseldorf in die Nordeifel und schuf ein umfangreiches Spätwerk an großformatigen Acrylgemälden und Skulpturen.
Merlin Flu war verheiratet mit Christine Schirrmacher und starb am 10. Februar 2015 in seinem Schleidener Atelier.

## Ausstellungen (Auswahl)
- 1978 Atelier pol kauka, Köln
- 1980 Komma Kucken Galerie, Düsseldorf
- 1985–87 Jahresausstellung Düsseldorfer Künstler - Kunstmuseum Ehrenhof, Düsseldorf
- 1989 Galerie Begasse, Düsseldorf
- 1992 Herbstausstellung Kunstwerk München, Int. Art Triennale Majdanek Museum, Lublin/Polen
- 1994 Finanzministerium NRW, Düsseldorf
- 1996 Die Farbe Blau, Landtag Kiel, Wunschbilder Landesmuseum Volk+Wirtschaft, Düsseldorf
- 1997 Salon de l'Aquarelle, Namur/Belgien
- 1999 Retrospektive Kunstverein Fulda, Spuren Kunstverein Dresden
- 2001 Düsseldorfer Radschläger Skulpturen
- 2004 Intern. Ausstellung Städtische Galerie, Nideggen, Galerie Wittenstein, Wuppertal
- 2009–2011 Jahresausstellung Europäischen Vereinigung Bildender Künstler, Prüm
- 2010 Klang & Stille Stadtmuseum Euskirchen, Das goldene Segel Kunstverein Bad Zwischenahn
- 2011 art figura, 4. Kunstpreis Museum Schwarzenberg
- 2012 Ross & Reiter, Galerie Kunstwerk, Mechernich
- 2013 Zügel versus modern artists Kunstverein Wörth, Montecon Kunstpreis Spanien
- 2014 Dreigroschenoper Landestheater Dinkelsbühl

## Veröffentlichungen
- 2001 Kunstgedichte I ISBN 978-3-00-005600-0
- 2012 Kunstgedichte II ISBN 978-3-8448-1716-4

## Publikationen (Auswahl)
- 1985, 86, 87 Jahresausstellung Düsseldorfer Künstler, Gesamtkataloge
- 1986 Düsseldorf Kunst Museum Ehrenhof, Katalog
- 1989 Überleben mit Kunst Ehrenhof Düsseldorf, Katalog
- 1996 artist window 11/96, Magazin
- 1997,99,2000,01 Unesco Gala, Düsseldorf Kataloge
- 2000 Sotheby’s Fortuna Achenbach Art Consulting, Katalog
- 2001 Radschläger Kunst Katalog ISBN 3-9808081-0-6
- 2009, 10, 11 EVBK Prüm No. 52, 53, 54 Kataloge ISSN 0173-8224
- 2010 Das goldene Segel Kunstverein Bad Zwischenahn, Katalog
- 2011 art figura Museum Schwarzenberg, Katalog